# Sharganetta mongolica
Sharganetta mongolica är en utdöd fågel i familjen änder inom ordningen andfåglar. Den beskrevs 2011 utifrån fossila lämningar från miocen funna i Mongoliet.